# Francesco Babuscio Rizzo

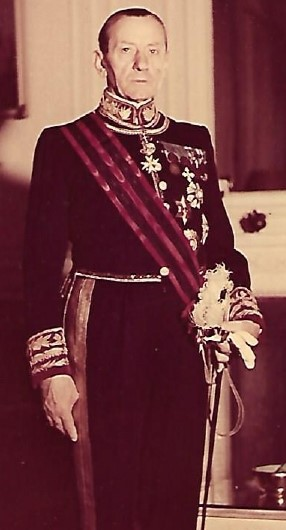
Francesco Babuscio Rizzo

Francesco Babuscio Rizzo (* 24. Juni 1897 in Potenza; † 1983) war ein italienischer Diplomat.
Francesco Babuscio Rizzo studierte Jura, Wirtschafts- und Handelswissenschaften an der Universität Florenz und arbeitete nach seinem Studium als Diplomat. Am 21. Juli 1925 trat er in das italienische Außenministerium ein und arbeitete an der italienischen Botschaft in Bern. Danach war er in Buenos Aires, Dijon, Shanghai, Peking und Tirana eingesetzt. Von 1939 bis Februar 1943 war er Botschaftsrat in der italienischen Mission beim Vatikan. Februar bis Juni 1943 arbeitete Francesco Babuscio Rizzo als Kabinettschef im italienischen Außenministerium, bevor er auf seinen Posten beim Vatikan zurückkehrte. Januar 1946 bis 1949 war er Botschafter in Dublin und danach Chef der italienischen diplomatischen Mission (und später Botschafter) in die Bundesrepublik Deutschland. Am 28. November 1954 schied er als Botschafter in Bonn aus. Sein Nachfolger wurde Umberto Grazzi. Francesco Babuscio Rizzo wurde im Februar 1955 Botschafter in Brasilien.
1954 wurde Francesco Babuscio Rizzo mit dem  Großen Bundesverdienstkreuz mit Stern und Schulterband geehrt, 1955 mit dem Großkreuz.